# Gippsland GA8
El Gippsland GA8 Airvan, es un avión utilitario diseñado y construido por el fabricante aeronáutico australiano Gippsland Aeronautics.

## Diseño y desarrollo

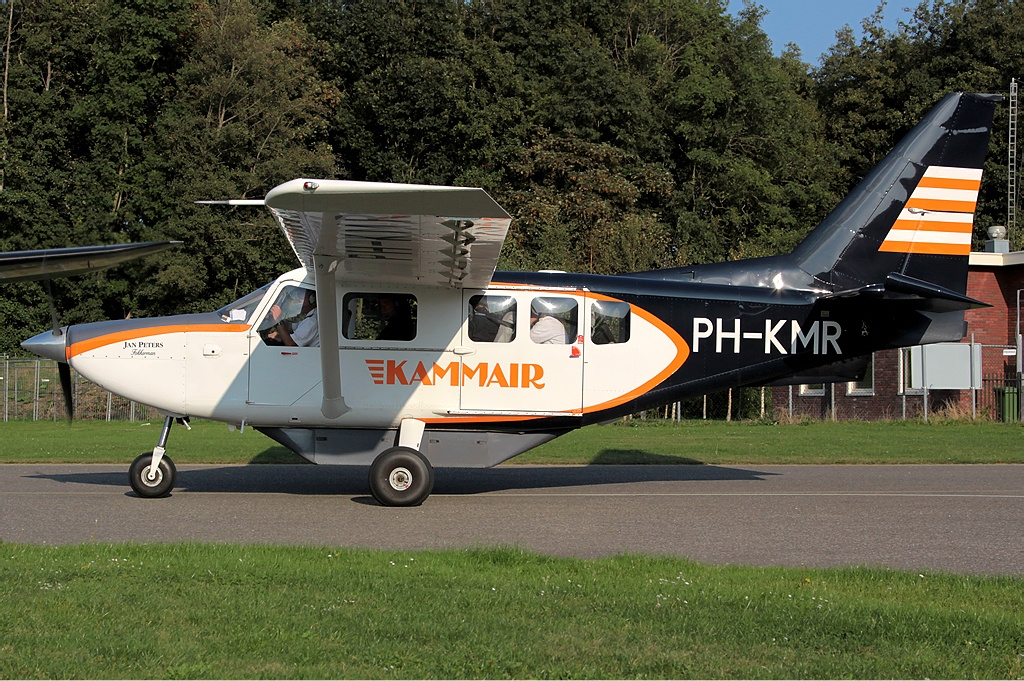
Un Gippsland GA-8 Airvan de la aerolínea neerlandesa KammAir.

La aeronave se desarrolló en torno a un estudio que determinó que se percibía un nicho de mercado para aeronaves de 8 ocupantes, entre los modelos Cessna 206 y Cessna 208. En el año 2004 se empezó a desarrollar un derivado con motor HP Lycoming TIO-540-AH1A con turbocompresor, comenzando las pruebas de vuelo en el año 2006. En febrero de 2009 recibió el certificado por parte de Autoridad de Aviación Civil australiana.
También se ha desarrollado un derivado turbohélice del GA8, denominado Gippsland GA10. Es una variante alargada, capaz de albergar a 10 personas, y equipada con un motor Rolls-Royce 250-B17F/2.

## Especificaciones (GA8)

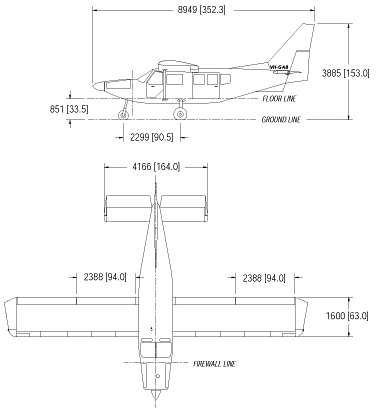
Vista superior y lateral.

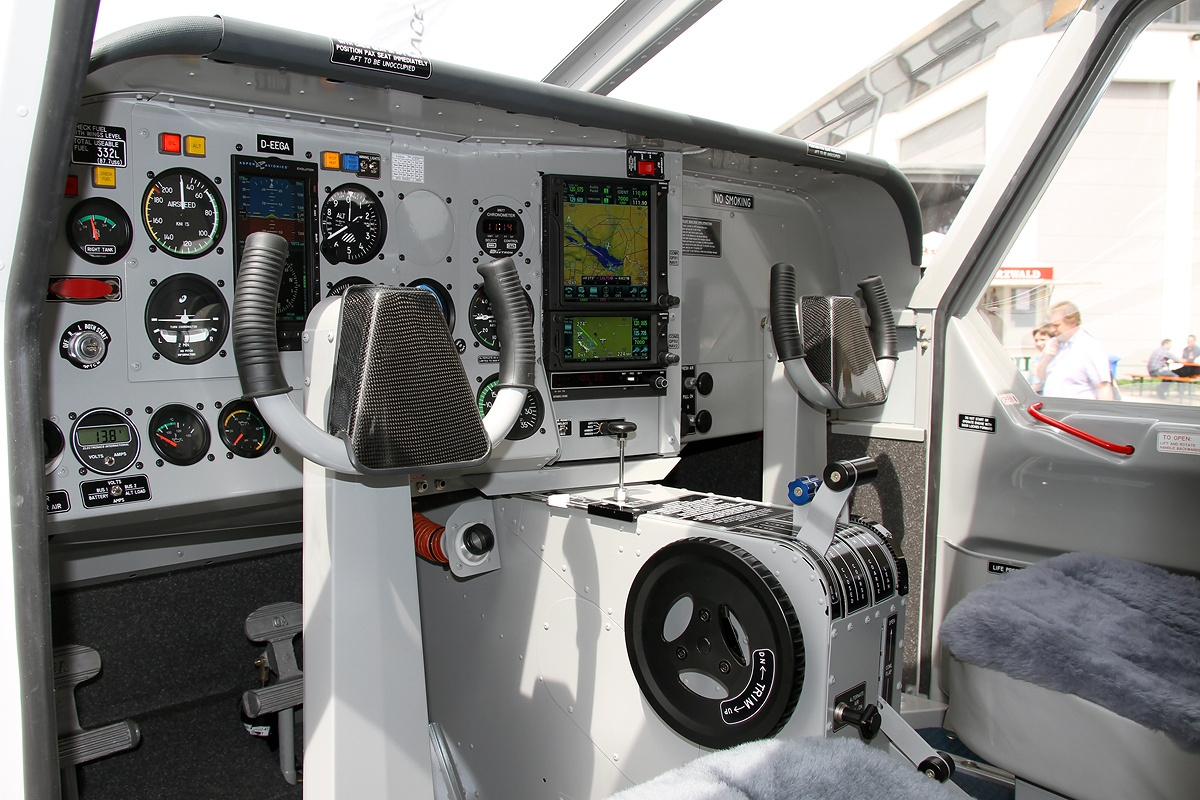
Cabina de vuelo

Referencia datos: Jane's All The World's Aircraft 2003–2004

### Características generales
- Tripulación: 1 piloto
- Capacidad: 7 pasajeros
- Longitud: 9 m (29,4 ft)
- Envergadura: 12,3 m (40,3 ft)
- Altura: 3,9 m (12,8 ft)
- Superficie alar: 19,3 m² (208 ft²)
- Peso vacío: 997 kg (2197,4 lb)
- Peso máximo al despegue: 1814 kg (3998,1 lb)
- Planta motriz: 1× motor de pistón Textron Lycoming IO-540-K1A5.
  - Potencia: 300 kW (414 HP; 408 CV)
- Hélices: 2× Hartzell F8475R por motor.

### Rendimiento
- Velocidad máxima operativa (Vno): 241 km/h (150 MPH; 130 kt)
- Velocidad crucero (Vc): 222 km/h (138 MPH; 120 kt)
- Velocidad de entrada en pérdida (Vs): 97 km/h (60 MPH; 52 kt)
- Alcance: 1352 km (730 nmi; 840 mi)
- Techo de vuelo: 6100 m (20 013 ft)

### Desarrollos relacionados
- GippsAero GA10

### Aeronaves similares
- Cessna 208
- Pilatus PC-6
- Quest Kodiak